# باش‌کوناک (امیرداغ)
باش‌کوناک (به ترکی استانبولی: Başkonak) یک منطقهٔ مسکونی در ترکیه است که در امیرداغ واقع شده‌است.